# Día Nacional del Médico
El Día Nacional del Médico es una jornada dedicada a reconocer y celebrar el papel fundamental de los médicos en la atención de la salud y el bienestar de las comunidades. Aunque la fecha exacta varía en cada país, este día refleja la admiración y gratitud hacia los profesionales de la medicina por su compromiso y servicio. En muchos lugares, la conmemoración se vincula con figuras históricas o eventos relevantes para la profesión, como santos patronos o médicos influyentes que dejaron un legado significativo. Por ejemplo, en Brasil se celebra el 18 de octubre en honor a San Lucas, considerado por la tradición cristiana como el médico evangelista, mientras que en Estados Unidos se celebra el 30 de marzo para conmemorar el primer uso de anestesia general en cirugía.
La celebración del Día Nacional del Médico puede incluir una variedad de actividades, desde ceremonias oficiales y eventos sociales organizados por asociaciones médicas y hospitales, hasta muestras personales de agradecimiento como tarjetas o flores. En algunos países, se realizan actos simbólicos como la colocación de flores en las tumbas de médicos fallecidos, recordando sus contribuciones a la ciencia y la sociedad. Este día no solo destaca la importancia de los médicos en la prevención y tratamiento de enfermedades, sino que también busca fomentar el respeto y aprecio hacia estos profesionales, reconociendo su papel esencial en la mejora de la calidad de vida de las personas.

## Celebración del Día Nacional del Médico en el mundo
| País                 | Fecha Celebración | Detalles |
| -------------------- | ----------------- | --- |
| Argentina            | 3 de diciembre    | Celebración en honor del doctor cubano Carlos Juan Finlay descubridor del mosquito que transmite la fiebre amarilla. Esta fecha fue adoptada en 1956. , anteriormente se celebraba el 22 de julio. Ver Día Panamericano del Médico. |
| Australia            | 30 de marzo       | El Día Nacional del Médico puede celebrarse en diferentes fechas, aunque la más ampliamente reconocida y celebrada es el 30 de marzo. |
| Bolivia              | 21 de septiembre  | Establecido en 1969 mediante el Decreto Supremo N.º 08209 durante la presidencia de Luis Adolfo Siles Salinas. Esta fecha honra la Citua, una ceremonia incaica de purificación realizada durante el equinoccio de primavera, que simbolizaba la expulsión de enfermedades. La propuesta fue presentada por José María Alvarado en el segundo Congreso Médico Boliviano en 1966. y busca reconocer la labor fundamental de los médicos en la salud pública del país.                                                     |
| Brasil               | 18 de octubre     | Este día se celebra como un día festivo el 18 de octubre, coincidiendo con la festividad de San Lucas en la Iglesia Católica. Según la tradición de la Iglesia, San Lucas, apóstol y evangelista, también fue médico, como se menciona en el Nuevo Testamento (Colosenses 4:14). |
| Costa Rica           | 11 de octubre     | Sin razón que explique la elección de la fecha |
| Canadá               | 1 de mayo         | El Día Nacional de los Médicos se celebra el 1 de mayo, una fecha elegida por la Asociación Médica Canadiense en reconocimiento a la Dra. Emily Stowe, la primera mujer que ejerció como médica en el país. Aunque hubo un intento de oficializar esta celebración mediante el Proyecto de Ley S-248 en el Senado, la propuesta no avanzó debido a que quedó pendiente tras las elecciones federales de Canadá de 2019 y no fue retomada.                                                                                |
| Chile                | 3 de diciembre    | Celebración en honor del doctor cubano Carlos Juan Finlay descubridor del mosquito que transmite la fiebre amarilla. Ver Día Panamericano del Médico. |
| China                | 19 de agosto      | El Día del Médico se celebra anualmente el 19 de agosto como un día festivo nacional. Esta fecha fue seleccionada por la Comisión Nacional de Salud y Planificación Familiar de la República Popular China durante la Conferencia Nacional de Salud y Bienestar de 2016, y posteriormente aprobada por el Consejo de Estado el 20 de noviembre de 2017. Esta jornada también tiene como objetivo avanzar en la implementación del plan estratégico "China Saludable", que promueve una mayor armonía y salud en el país. |
| Colombia             | 3 de diciembre    | Celebración en honor del doctor cubano Carlos Juan Finlay descubridor del mosquito que transmite la fiebre amarilla. Ver Día Panamericano del Médico. |
| Cuba                 | 3 de diciembre    | Celebración en honor del doctor cubano Carlos Juan Finlay descubridor del mosquito que transmite la fiebre amarilla. Ver Día Panamericano del Médico |
| Ecuador              | 21 de febrero     | En Ecuador, el Día del Médico se conmemora el 21 de febrero en honor a Eugenio Espejo, el primer médico del país, nacido en Quito en 1747. Espejo fue un médico, científico y escritor, conocido por su labor en la salud pública y su lucha contra la pobreza. |
| El Salvador          | 14 de julio       | Desde 1969, el Día del Médico se celebra por decreto legislativo. Esta fecha fue elegida para conmemorar la fundación del Colegio Médico de El Salvador, ocurrida el 14 de julio de 1943. |
| España               | 18 de octubre     | En honor a San Lucas, considerado el patrono de los médicos. Esta fecha es compartida por otros países como Portugal, Italia y Brasil, donde también se reconoce a San Lucas evangelista. Además, en 2020, la Asociación Médica Mundial aprobó la propuesta del Consejo General de Colegios Oficiales de Médicos (CGCOM) de declarar el 30 de octubre como el Día Internacional de la Profesión Médica, como un homenaje adicional al compromiso de los médicos.                                                         |
| Guatemala            | 3 de diciembre    | Celebración en honor del doctor cubano Carlos Juan Finlay descubridor del mosquito que transmite la fiebre amarilla. Ver Día Panamericano del Médico. |
| Honduras             | 27 de octubre     | Se conmemora la fundación del Colegio Médico de Honduras (CMH) en 1962. La fecha fue propuesta el 11 de julio de 1972 por los doctores Carlos Godoy Arteaga y Jacobo Santos Alvarado, en honor al décimo aniversario del CMH. |
| India                | 1 de julio        | En todo el país, se celebra el 1 de julio en honor al Dr. Bidhan Chandra Roy, médico y primer ministro principal de Bengala Occidental. Esta fecha fue elegida en memoria de su nacimiento y fallecimiento, ambos ocurridos el 1 de julio, en 1882 y 1962, respectivamente. |
| Indonesia            | 24 de octubre     | Conocido como Hari Dokter Nasional, la fecha coincide con el aniversario de la fundación de la Asociación de Médicos de Indonesia (Ikatan Dokter Indonesia, IDI). La IDI fue oficialmente establecida el 24 de octubre de 1950. |
| Irán                 | 23 de agosto      | Se celebra el 1 de Shahrivar, correspondiente al 23 de agosto, para conmemorar el nacimiento de Avicena (Ibn Sina), médico reconocido y célebre por su obra El Canon de la Medicina, un texto fundamental en la medicina medieval europea. |
| Israel               | 11 de enero       | El 11 de enero marca la fecha en 1912 cuando un grupo de médicos judíos se reunió en Tel Aviv, en la entonces Palestina otomana, para fundar la Sociedad Médica Hebrea para Jaffa y su distrito. Esta organización fue un paso fundamental que más tarde contribuyó a la creación de la Asociación Médica de Israel, una de las principales entidades médicas del país. |
| Kuwait               | 3 de marzo        | Este día fue impulsado por la empresaria Zahra Sulaiman Al-Moussawi en honor al cumpleaños de su hija, la Dra. Sundus Al-Mazidi. |
| Malasia              | 10 de octubre     | Es una conmemoración establecida en 2014 por la Federación de Asociaciones de Médicos Privados de Malasia. Esta iniciativa fue impulsada por el Dr. Kanagasabai N. |
| México               | 23 de octubre     | El Día del Médico se celebra cada 23 de octubre desde 1937. Esta fecha fue establecida durante la Convención de Sindicatos Médicos Confederados de la República, en homenaje al doctor Valentín Gómez Farías, quien en 1833 inauguró el Establecimiento de Ciencias Médicas en la Ciudad de México, antecedente de la actual Facultad de Medicina de la UNAM. |
| Nepal                | 4 de marzo        | Según el calendario nepalí el 20 de Falgun, en conmemoración de la fundación de la Asociación Médica de Nepal (NMA) en 1951. |
| Nicaragua            | 26 de octubre     | La fecha es en honor al nacimiento del Dr. Luis Henry Debayle Pallais, médico nicaragüense y figura clave en la introducción de la cirugía aséptica en el país. La celebración fue establecida en 1950 tras una recomendación del Tercer Congreso Médico Nacional. |
| Panamá               | 21 de mayo        | Se establecido mediante el Decreto N.º 148 el 19 de junio de 1978. Esta fecha fue escogida para conmemorar el inicio de clases de la Facultad de Medicina de la Universidad de Panamá el 21 de mayo de 1951. |
| Paraguay             | 3 de diciembre    | Celebración en honor del doctor cubano Carlos Juan Finlay descubridor del mosquito que transmite la fiebre amarilla. Ver Día Panamericano del Médico. |
| Perú                 | 5 de octubre      | En honor al Dr. Daniel Alcides Carrión, quien se inoculo voluntariamente la bacteria Bartonella bacilliformis para estudiar la fiebre de La Oroya, también conocida como verruga peruana. Carrión falleció el 5 de octubre de 1885 debido a esta infección. La celebración fue establecida en 1937 durante el segundo gobierno de Augusto B. Leguía y fue oficializada como Día de la Medicina Peruana, reconociendo a Carrión como héroe nacional.                                                                      |
| República Dominicana | 18 de agosto      | En conmemoración de la fundación de la Asociación Médica Dominicana el 18 de agosto de 1891, que más tarde se convirtió en el Colegio Médico Dominicano en 1962. Inicialmente, la celebración se había establecido para el 27 de septiembre en 1958 durante el gobierno de Héctor Bienvenido Trujillo, pero se cambió al 18 de agosto para alinearse con la fecha de fundación de la asociación médica. |
| Sudáfrica            | 16 de noviembre   | Este día no solo reconoce la importancia de los médicos en la sociedad, sino que también destaca los desafíos que enfrentan en su práctica. Según la Dra. Bettina Taylor de EthiQal, la campaña busca sensibilizar sobre la necesidad de proteger y valorar a los médicos sudafricanos, que enfrentan diversos desafíos laborales, incluidos cambios regulatorios y una alta carga de trabajo. |
| Turquía              | 14 de marzo       | El Día del Médico o Día de la Medicina conmemora la apertura del primer centro médico moderno en 1827 bajo el sultán otomano Mahmut II. La celebración comenzó formalmente en 1919. |
| Ucrania              | 27 de julio       | El Día de los Trabajadores de la Salud, ('Den' Medychnykh Pratsivnykiv') es una festividad profesional dedicada a honrar a todos los trabajadores de la salud, incluidos médicos, enfermeras, paramédicos y técnicos médicos. Tradicionalmente se celebraba el tercer domingo de junio, pero a partir de 2024 se celebra el 27 de julio. |
| Estados Unidos       | 30 de marzo       | Esta fecha surgió de Eudora Brown Almond, esposa del Dr. Charles B. Almond, y la fecha conmemora el primer uso de anestesia general en cirugía por el Dr. Crawford Long en 1842. La primera celebración oficial fue el 28 de marzo de 1933 en Winder, Georgia. En 1990, el Congreso de Estados Unidos estableció oficialmente el 30 de marzo como Día Nacional del Médico. Desde 2017, la celebración se ha expandido a la Semana del Médico, enfocándose en el bienestar y la defensa de los médicos.                   |
| Uruguay              | 3 de diciembre    | Celebración en honor del doctor cubano Carlos Juan Finlay descubridor del mosquito que transmite la fiebre amarilla. Ver Día Panamericano del Médico. |
| Vietnam              | 27 de febrero     | Fue establecido originalmente el 28 de febrero de 1955. La celebración tiene lugar generalmente el 27 de febrero, aunque en ocasiones puede ajustarse a fechas cercanas a este día. |
| Venezuela            | 10 de marzo       | El Día del Médico se celebra en honor al Dr. José María Vargas, nacido en 1786, quien fue médico, educador y político venezolano, rector de la Universidad Central de Venezuela y primer presidente civil del país. Esta fecha fue establecida en 1955 por la Federación Médica Venezolana para reconocer su contribución a la medicina y la educación en Venezuela |